# Maze – Ein genialer Ausbruch
Maze – Ein genialer Ausbruch ist ein Film von Stephen Burke, der am 22. September 2017 in die irischen Kinos und die Kinos im Vereinigten Königreich kam. Der Film über einen Ausbruch aus dem Maze Prison ist von einer wahren Begebenheit inspiriert. Der Ausbruch von 38 IRA-Gefangenen aus einem HM Prison im Jahr 1983 ging als der größte in Europa nach Ende des Zweiten Weltkrieges in die Geschichte ein.

## Handlung
Im Maze Prison nahe dem nordirischen Lisburn zu Beginn der 1980er Jahre. Während des Nordirlandkonflikts, im Englischen als The Troubles bezeichnet, der zu dieser Zeit die nordirische Politik beherrscht, arbeitet ein Gefängnisbeamter im Maze Prison, einem Hochsicherheitsgefängnis, das als ausbruchsicher gilt. Doch der Gefängnisinsasse Larry Marley entwickelt einen Fluchtplan. So gelingt im Jahr 1983 mithilfe seiner Idee 38 Insassen die Flucht.

## Historischer Hintergrund
Das Maze Prison, auch bekannt als Long Kesh, war von 1971 bis 2000 ein Hochsicherheitsgefängnis nahe Lisburn in der Grafschaft Antrim in Nordirland. Ein Gefängnisausbruch aus dem Maze Prison im Jahr 1983, bei dem 38 Insassen die Flucht gelang, ging als der größte in Europa nach Ende des Zweiten Weltkrieges ein. Die meisten Ausbrecher wurden jedoch gefasst. 27.000 Schwerbewaffnete, unter ihnen 9.500 britische Soldaten, die Reservetruppe Ulster Defence Regiment und die Nordirland-Polizei, hatten nach den tags zuvor Geflüchteten in der Provinz Ulster gefahndet. Die Ausbrecher hatten das Gefängnis auf eher konventionelle Art verlassen, indem sie die beiden diensttuenden Wärter überwältigten, die Ankunft eines Transporters um 16 Uhr abwarteten, der Getränke für die Teestunde brachte, und die Ladefläche des Vehikels enterten. Einer der Häftling versteckte sich auf dem Boden des Führerhauses und zwang den Fahrer mit vorgehaltener Pistole, bis zum dreifach gesicherten Haupttor an der Halftown Road zu fahren, die in ihrem weiteren Verlauf nach Belfast führt.
Unter den Ausbrechern befand sich auch Gerry Kelly, der heute Member of the Legislative Assembly der Sinn Féin ist und ein Buch über seinen Ausbruch geschrieben hatte. Gemeinsam mit Frank Stagg war Kelly einige Jahre zuvor in einem Gefängnis in einem Hungerstreik getreten. Zwei weitere Ausbrecher wurden angeschossen, überlebten allerdings. Der Gefängnisaufseher James Ferris starb während des Ausbruchversuchs an Herzversagen nach einer Stichverletzung. Ein Sprecher von Sinn Féin, der politischen Organisation der IRA, hatte nach dem Ausbruch verkündet, in den katholischen Wohngettos von Belfast herrsche wieder Jubel. Die Ausbrecher wurden von ihm als Helden bezeichnet, jenen britischen Soldaten gleichrangig, denen im Zweiten Weltkrieg die Flucht aus der thüringischen Kriegsgefangenen-Burg Colditz geglückt war.
Einer der entkommenen Sträflinge wurde Jahre später mit dem Bombenanschlag der Provisorischen IRA auf den Parteitag der Konservativen Partei in Brighton in Verbindung gebracht, bei dem fünf Menschen starben, darunter Anthony Berry, der stellvertretende Fraktionsvorsitzende im Parlament. Premierministerin Margaret Thatcher und die übrigen Mitglieder der Regierungen entgingen dem Attentat nur knapp.
Produzentin Jane Doolan erklärte, Filme über Gefängnisausbrüche seien ein ganz eigenes Genre. Maze – Ein genialer Ausbruch sei ein faszinierender Thriller, weil eine bemerkenswerte Geschichte dahinter stecke, und zwar die, wie 38 Gefangene auf dem Dach eines Lebensmitteltransporters aus dem Maze Prison entkommen, zudem aus dem sichersten Gefängnis in Europa zur damaligen Zeit. Das Maze Prison galt als ausbruchsichere Festung, weil ein Tunnelbau nur mit Presslufthämmern oder Sprengstoff möglich gewesen wäre, denn unter den Gebäuden befindet sich die Betonpiste eines früheren Royal-Air-Force-Flugplatzes.

## Produktion

### Stab und Besetzung
Bei Maze – Ein genialer Ausbruch handelt es sich um eine irisch-schwedische Koproduktion. Der Produzent Jane Doolan sagte über die Partnerschaft mit der schwedischen Film Väst und mit Filmgate Films, erst diese habe es möglich gemacht, den Film zu realisieren. Als Produzenten fungierten Jane Doolan von Mammoth Films und Brendan J Byrne von Cyprus Avenue Films. Maze wurde zudem vom Irish Film Board Scannán na hÉireann, Nordirland Screen, RTÉ und BAI finanziert. Vom Cork County Council und dessen Amt für Kunst erhielt der Film eine regionale Unterstützung. Regie führte Stephen Burke, der auch das Drehbuch zum Film schrieb. Es handelt sich nach der Filmkomödie Zwei Hochzeiten und ein Liebesfall aus dem Jahr 2009 um den zweiten Film, bei dem Burke Regie führte. Maze bezeichnet im Englischen ein Labyrinth.
Tom Vaughan-Lawlor übernahm im Film die Rolle von Larry Marley, einem Mitglied der provisorischen IRA und einer der führenden Köpfe  hinter dem Ausbruch aus dem Maze-Prison, auf den sich der Film konzentriert. Eileen Walsh übernahm die Rolle seiner Ehefrau Kate. Martin McCann ist in der Rolle von Oscar zu sehen.
Barry Ward spielt den Gefängnisaufseher Gordon Close, den mit Marley eine komplizierte Freundschaft verbindet. Niamh McGrady spielt Jill, Patrick Buchanan spielt Gerry, und Andy Kellegher ist in der Rolle von Aufseher Williams zu sehen. Tim Creed übernahm die Rolle von Brendan McFarlane. Der echte McFarlane war nach seiner Verurteilung Kommandeur der republikanischen Gefangenen im Maze Prison gewesen und trat 1981 offiziell als Sprecher jener zehn IRA-Häftlinge auf, die nacheinander in einen todbringenden Hungerstreik getreten waren, um als politische Gefangene anerkannt zu werden.

### Dreharbeiten und Filmmusik
Die Dreharbeiten haben im April 2016 begonnen. Sie fanden über vier Wochen in dem kurz zuvor geschlossenen Gefängnis der Stadt Cork und um die Stadt herum statt. Eine weitere Woche fanden die Dreharbeiten schließlich in Schweden statt.
Line Producer Stephen Davenport erklärte zu den Filmaufnahmen im Gefängnis von Cork, irische Mitarbeiter des Gefängnisdienstes hätten sie während der Zeit der Dreharbeiten vor Ort unterstützt. Zudem hatte die Filmcrew Hilfe von Film In Cork erhalten.  Das Gefängnis in Cork habe die perfekte Kulisse für die Geschichte von dem Ausbruch aus dem berüchtigten Maze-Prison abgegeben, so Davenport. Die Produktionskosten beliefen sich auf rund 1,7 Millionen Britische Pfund.
Die Filmmusik komponierte Stephen Rennicks.

### Marketing und Veröffentlichung
Im Rahmen der Filmfestspiele in Cannes im Mai 2017 erfolgte durch den Produzenten Ryan Kampe ein Private Buyers’ Screening für internationale Distributoren. Mit H-Block von Jim Sheridan wurde dort ein zweiter Film vorgestellt, der den Ausbruch aus dem Maze Prison zum Thema hat.
Lionsgate wird den Film im Vereinigten Königreich vertreiben. Am 22. September 2017 kam der Film in die irischen Kinos und die Kinos im Vereinigten Königreich. Bereits ab 15. Juli 2017 wurde der Film im Rahmen des Galway Film Fleadh und im September 2017 beim 24. Internationalen Filmfest Oldenburg vorgestellt.

## Rezeption

### Kritiken
Von den bei Rotten Tomatoes aufgeführten Kritiken sind 92 Prozent positiv.

### Auszeichnungen
Dublin Film Critics’ Circle Awards 2017
- Nominierung als Bester irischer Spielfilm[14]

The Irish Film & Television Academy Awards 2018
- Nominierung als Bester Spielfilm
- Nominierung für das Beste Drehbuch (Stephen Burke)
- Nominierung als Bester Hauptdarsteller (Tom Vaughan-Lawlor)
- Nominierung als Bester Nebendarsteller (Barry Ward)
- Nominierung für die Beste Filmmusik (Stephen Rennicks)[15]